# 鍾楚霖
鍾楚霖（英語：Jones Chong Cho Lam，1979年3月16日—），澳門人，祖籍江蘇常熟。棋人娛樂製作的創辦人之一。曾參加過不同類型的歌唱比賽並獲得獎項，並與歌手小肥組成二人組合C-PLUS。2001年，他與小肥及其他拍檔創立棋人娛樂製作（澳門）有限公司，並於2014年與香港藝人林盛斌合作成立棋人香港，積極推動娛樂及文化事業。現為(上市編號8082) 太陽娛樂集團有限公司(原名稱:仁智國際集團有限公司) 行政總裁及執行董事、太陽娛樂文化有限公司執行董事、澳門演藝人協會創會會長、夢想計劃協會創會會長及會長、以及澳門特別行政區政府文化產業委員會委員。

## 經歷

### 1999年前：出生至中學時期
鍾楚霖（Jones Chong，Chong Cho Lam）於1979年3月16日生於澳門，為土生土長澳門人，祖籍為江蘇常熟。
1985年入讀粵華分校，及後一直在慈幼會屬下的粵華中學就讀至中學畢業。
1992年在粵華中學認識同學徐智勇（小肥），開始接觸音樂，及後在1995年與謝復生相遇並成為好友，並一起加入粵華歌詠團。
1999年中學畢業，同年考入澳門大學修讀中文系。

### 2000-2001年：大學時期
2000年鍾楚霖就讀澳門大學期間，加入澳門廣播電視股份有限公司擔任電台及電視節目主持，開始從事媒體及娛樂行業工作。
2001年，鍾楚霖擔任澳門大學音樂學會會長，同年被澳門大學選為「澳門大學二十週年信息大使」，在大學組織各大型音樂活動，推廣本地音樂文化。當時已經全力推動澳門音樂作為事業，於是與徐智勇 、中學好友謝復生，以及幾位志同道合之士創立「棋人製作Chessman」（棋人娛樂製作有限公司的前身），嘗試負責組織各大小型商業及非商業性質的舞台表演。

### 2003-2007年：音樂及製作同步發展
2003年大學畢業，正式把「棋人製作」登記為棋人娛樂製作有限公司，擔并任董事總經理一職，全職投入舞台製作及娛樂行業的工作，棋人 Chessman 是澳門首間的藝人管理
公司，以全職的方式經營澳門歌手，公司同時提供原創音樂製作以及盛事活動統籌的服務。
2006年6月，鍾楚霖的弟弟鍾楚喬於台灣畢業回澳，加入並成立棋人娛樂製作旗下的視像製作部門Channel Chess，專門為本地或外地多個商業機構或政府團體拍攝宣傳影片
2007年，隨著賭權開放的帶動，棋人娛樂製作有限公司(Chessman)的娛樂生意開始更加興旺，與金牌經理人黃栢高合作，將徐智勇（小肥）推向香港市場，與金牌唱片(現為金牌大風)簽訂共同經理人合約，為期五年。

### 2009-2013年：全力推廣娛樂製作
2009年，棋人娛樂製作投資大量資金於拍攝器材方面， 創立好傳媒製作有限公司(GOOD MEDIA) ，專門創作及製作本地多元化的影像節目。
2010年籌組成立夢想計劃協會（DREAM PROJECT），鼓勵年青人追尋夢想，在多間中學巡迴演講，並於2011年1月14日正式成立，并擔任會長，謝復生擔任理事長，並由社會政界及傳媒界知名人士擔任榮譽及名譽會長。夢想計劃協會（DREAM PROJECT），鼓勵年青人追尋夢想，在多間中學巡迴演講，並於2011年1月14日正式成立，由鍾楚霖擔任會長，謝復生擔任理事長，並由社會政界及傳媒界知名人士擔任榮譽及名譽會長。
2011年投資成立卓傑廣告設計有限公司(CHESSKIT DESIGN) ，將公司的人手和生意業務擴充到更大的範圍。
2011 年12 月31 日，帶領棋人娛樂製作，於公開招標中成為澳門歷史上首間承辦政府「除夕倒數演唱會」這盛大項目的澳門公司，在五萬名市民見證下製作一場歷史上的盛事，亦為棋人娛樂製作的歷史十年寫下了漂亮的標記。
2012年開始至今，棋人及後連續七年成為該項倒數活動的指定製作單位,為澳門市民帶來更精彩多元的娛樂節目。
2013年，棋人娛樂製作有限公司踏入第十二年，業務發展更趨多元。夥拍周家耀(澳門本地樂隊Scamper 主音)成立了義仕音樂製作有限公司(EASY MUSIC)，希望透過音樂凝聚起來的一眾有情有義之士，專注於音樂製作、唱片製作、音樂人管理、藝人管理成就共同信守的「音樂版圖」。
同年，棋人娛樂製作獲澳門商務大獎Business Awards of Macau 2013頒發中小企業大獎金獎。

### 2013-2015年：不斷擴展業務
2014年 1月，與本地著名音樂監製蘇耀光和潘君保，聯合投資成立「棋人音樂工業有限公司」，繼續堅持創作及製作屬於本土的流行音樂，設立了本地最專業的錄音室，為流行音樂編曲及廣告錄音提供最專業的服務。
2014年2月，發起成立澳門演藝人協會，多年來致力為澳門演藝事業努力的鍾楚霖擔任理事長一職，帶領團結本澳專業藝人及歌手，進行各類型公益及慈善活動，以及為澳門演藝界發展出謀獻策，服務貢獻。
2014年3月，將香港巨星御用排舞師Sunny Wong(黃國輝)所開辦的跳舞學校 Dance Union@Sunny Wong引入澳門，成立舞蹈同盟(澳門)有限公司。為澳門的舞蹈界帶來更專業的新氣息，同年五月成立創榮投資管理有限公司，投資引進香港「華星冰室」到澳門。
2014年6月，引領棋人拓展版圖至澳門海外，與香港藝人林盛斌正式成立「CHESSMAN HK」棋人香港，並於2015年3月成立香港藝人管理部。
2014年4月受澳門特別行政區特區政府委任為「文化產業委員會委員」。
2014年帶領棋人娛樂製作(香港)有限公司獲得ISO26000認證的「觸動社會責任企業大獎」。
2014年個人獲澳門商務大獎Business Awards of Macau 2014頒發青年企業家大獎。
2014年由港澳兩地合作的澳滌娛樂（國際）有限公司正式於香港成立，鍾楚霖為澳滌娛樂執行董事。
2015年帶領棋人娛樂製作(香港)有限公司獲HKMVC AWARD頒發Most Valuable Companies 2015。

### 2016-2017年：屢獲殊榮
2016年6月受澳門特別行政區特區政府委任為青年事務委員會委員。
2016年 以夢想計劃協會會長身份獲澳門商務大獎Business Awards of Macau 2016 頒發非牟利組織大獎。
2017 年年底，開始發展投資不同的飲食項目，正計劃成立飲食集團開拓港澳的飲食市場。
2017年再次帶領棋人娛樂製作(香港)有限公司獲HKMVC AWARD頒發The 11st  Most Valuable Companies In Hong Kong 2017，個人並獲得The Top 50 Industry Leaders 2017。以及獲香港企業公民頒發「第七屆香港傑出企業公民獎」。

### 2018年：邁向國際
2018 年，正式在葡萄牙里斯本，開設「棋人葡國」致力發展多方位娛樂事業。
2018年5月16日獲委任 (上市編號8082) 太陽娛樂集團有限公司(原名稱:仁智國際集團有限公司)執行董事。

### 2019年
2019年，正式開設「棋人(北京)娛樂文化有限公司」，娛樂事業發展至中國首都「北京」。
2019年6月17日獲委任為 (上市編號8082) 太陽娛樂集團有限公司行政總裁及執行董事。

## 獎項
| 年份 | 獲獎者                 | 頒獎禮                   | 獎項                             |
| ---- | ---------------------- | ------------------------ | -------------------------------- |
| 2014 | 鍾楚霖                 | 澳門商務大獎2014         | 青年企業家 - 優異                |
| 2016 | 鍾楚霖（夢想計劃協會） | 澳門商務大獎2016         | 非牟利組織大獎                   |
| 2017 | 鍾楚霖                 | HKMVC AWARD              | The Top 50 Industry Leaders 2017 |
| 2017 | 鍾楚霖                 | 第七屆香港傑出企業公民獎 | 企業公民新力量                   |